# Say What You Want
"Say What You Want" é o primeiro single da banda escocesa Texas, retirado do álbum de 1997, White on Blonde. O single alcançou os primeiros lugares dos tops de diversos países da Europa, e o 3º lugar no Top de singles do Reino Unido, sendo, assim, o "hit" mais bem sucedido da banda até hoje.
Em 1998, foi remisturado e relançado como um duplo A-side intitulado "Say What You Want (All Day, Every Day)" / "Insane", com Method Man e RZA dos Wu-Tang Clan, atingindo o 4º lugar do Top de singles. Ambas as versões foram incluídas no Greatest Hits dos Texas, lançado em 2000.

## Faixas

### CD1(MERCD 480)[2]
1. "Say What You Want" - 3:53
2. "Cold Day Dream" - 4:03
3. "Tear it Up" - 3:25
4. "Say What You Want" (Boilerhouse Remix) - 4:21

### CD2(MERDD 480)[3]
1. "Say What You Want" - 3:53
2. "Say What You Want" (Rae & Christian Mix) - 4:50
3. "Good Advice" - 4:50
4. "Say What You Want" (Rae & Christian Instrumental Mix) - 4:50

- Edição limitada.

### 1998CD1(MERCD 499)
1. "Insane" - 4:45
2. "Say What You Want (All Day, Every Day)" - 4:06
3. "Polo Mint City" (Full Version) - 2:50
4. "Say What You Want (All Day, Every Day)" (Trailermen Mix) - 8:38

### 1998CD2(MERDD 499)[4]
1. "Say What You Want (All Day, Every Day)" (Extended Version) - 5:02
2. "Insane" (The Second Scroll) - 6:33
3. "Say What You Want (All Day, Every Day)" (RZA Instrumental) - 5:13
4. "Insane" (The Second Scroll Dub) - 6:35

## Desempenho nas tabelas musicais
| Tabela (1997)    | Melhor posição |
| ---------------- | -------------- |
| UK Singles Chart | 3              |